# Barajul Râușor
Barajul Râușor se află situat pe Râul Târgului, la o distanță de 7,5 km de satul Lerești și 14 km de orașul Câmpulung Muscel.
Barajul, construit în 1985, are ca scop alimentarea cu apă, producerea de energie electrică și apărare împotriva inundațiilor. Are înălțimea de 118 m, lungimea de 386 m și lățimea coronamentului de 10 m. Lacul de acumulare Râușor are un volum de 68 milioane m³.

## Ipoteză
O fisură la barajul Râușor ar inunda comuna Lerești în doar 2 minute. Apa din Râușor ar ajunge în Câmpulung în 22 de minute. Valul ar lovi apoi comunele Schitu Golești, Mihăiești, Stâlpeni și Țițești. În orașul Mioveni puhoiul de ape ar ajunge în patru ore de la spargerea barajului Râușor.

## Galerie de imagini

Barajul Râușor
Lacul Râușor